# Michel Villey
Michel Villey (geboren am 4. April 1914 in Caen; gestorben am 24. Juli 1988) war ein französischer Rechtsphilosoph und Rechtshistoriker, der an der Universität Straßburg und später an der Universität Paris lehrte. Als Kritiker des zeitgenössischen Rechts, propagierte Villey die Rückkehr zu einem aristotelisch geprägten Rechtsdenken. Bekanntheit erlangte er in diesem Zusammenhang unter anderem durch seine Kritik am modernen Menschenrechtskonzept. Insbesondere durch seine rege Lehrtätigkeit übte Villey einen wesentlichen Einfluss auf eine ganze Generation französischer Rechtsphilosophen- und historiker, wie Yann Thomas, Stéphane Rials und Chantal Delsol aus.

## Veröffentlichungen (Auswahl)
- A-Formacao-do-Pensamento-Juridico-Moderno[2]
- Para uma possível teoria da história dos direitos humanos
- Filosofia do direito